# Кубок Украины по футболу 2016/2017
Кубок Украины по футболу 2016—2017 (укр. Кубок України з футболу 2016—2017, официальное название — Датагруп Кубок Украины по футболу) — 26-й розыгрыш кубка Украины, который проходил с 20 июля 2016 года по 17 мая 2017 года.

## Участники
В этом розыгрыше Кубка принимали участие 12 команд-участников Премьер-лиги 2016/17, 18 команд-участников Первой лиги 2016/17, 13 команд-участников Второй лиги 2016/17, а также две любительские команды.
| Клубы Премьер-лиги: - ФК «Александрия» - «Волынь» (Луцк) - «Ворскла» (Полтава) - «Динамо» (Киев) - «Днепр» (Днепр) - «Заря» (Луганск) - «Звезда» (Кропивницкий) - «Карпаты» (Львов) - «Олимпик» (Донецк) - «Сталь» (Каменское) - «Черноморец» (Одесса) - «Шахтер» (Донецк) | Клубы первой лиги: - «Авангард» (Краматорск) - «Арсенал-Киев» - «Буковина» (Черновцы) - «Верес» (Ровно) - «Гелиос» (Харьков) - «Горняк-спорт» (Горишние Плавни) - «Десна» (Чернигов) - «Ильичёвец» (Мариуполь) - «Ингулец» (Петрово) - «Колос» (Ковалёвка) - МФК «Николаев» - «Нефтяник-Укрнефть» (Ахтырка) - «Оболонь-Бровар» (Киев) - ФК «Полтава» - ПФК «Сумы» - «Скала» (Стрый) - ФК «Тернополь» - «Черкасский Днепр» (Черкассы) | Клубы второй лиги: - «Арсенал-Киевщина» (Белая Церковь) - «Балканы» (Заря) - «Жемчужина» (Одесса) - «Кремень» (Кременчуг) - «Кристалл» (Херсон) - «Мир» (Горностаевка) - «Металлург» (Запорожье) - «Нива-В» (Винница) - «Никополь-НПГУ» (Никополь) - «Подолье» (Хмельницкий) - «Реал Фарма» (Одесса) - «Рух» (Винники) - «Энергия» (Новая Каховка) | Любительские команды - «Горняк» (Сосновка) - «Агробизнес TSK» (Ромны) |

## Первый предварительный этап
Матчи состоялись 20 июля.
| № | Команда 1                          | Команда 2                  | Счет |
| - | ---------------------------------- | -------------------------- | ---- |
| 1 | «Нива-В» (Винница)                 | «Подолье» (Хмельницкий)    | 3:1  |
| 2 | «Металлург» (Запорожье)            | «Жемчужина» (Одесса)       | 1:2  |
| 3 | «Арсенал-Киевщина» (Белая Церковь) | «Балканы» (Заря)           | -:+  |
| 4 | «Агробизнес TSK» (Ромны)           | «Никополь-НПГУ» (Никополь) | 3:1  |
| 5 | «Горняк» (Сосновка)                | «Рух» (Винники)            | 0:3  |

## Второй предварительный этап
Матчи состоялись 10 августа.
| №  | Команда 1                 | Команда 2                        | Счет         |
| -- | ------------------------- | -------------------------------- | ------------ |
| 1  | ФК «Тернополь»            | «Скала» (Стрый)                  | 1:0          |
| 2  | «Колос» (Ковалёвка)       | «Верес» (Ровно)                  | 1:2 (д.в.)   |
| 3  | ПФК «Сумы»                | «Ильичёвец» (Мариуполь)          | 0:1 (д.в.)   |
| 4  | «Ингулец» (Петрово)       | МФК «Николаев»                   | 1:1 (п. 1:3) |
| 5  | «Балканы» (Заря)          | «Черкасский Днепр» (Черкассы)    | 0:1          |
| 6  | «Гелиос» (Харьков)        | «Десна» (Чернигов)               | 0:1          |
| 7  | «Кремень» (Кременчуг)     | «Реал Фарма» (Одесса)            | 1:2          |
| 8  | «Энергия» (Новая Каховка) | «Жемчужина» (Одесса)             | 0:2          |
| 9  | «Рух» (Винники)           | «Арсенал-Киев»                   | 2:3          |
| 10 | ФК «Полтава»              | «Буковина» (Черновцы)            | 1:0          |
| 11 | «Агробизнес TSK» (Ромны)  | «Нива-В» (Винница)               | 0:2          |
| 12 | «Мир» (Горностаевка)      | «Авангард» (Краматорск)          | 1:0          |
| 13 | «Оболонь-Бровар» (Киев)   | «Горняк-спорт» (Горишние Плавни) | 1:0 (д.в.)   |
| 14 | «Кристалл» (Херсон)       | «Нефтяник-Укрнефть» (Ахтырка)    | 1:4          |

## Турнирная сетка
|  | 1/16 финала 21—22 сентября 2016 | 1/16 финала 21—22 сентября 2016 |  |  | 1/8 финала 26 октября 2016    | 1/8 финала 26 октября 2016 |                               |                   | Четвертьфиналы 30 ноября 2016 5 апреля 2017 | Четвертьфиналы 30 ноября 2016 5 апреля 2017 |  |  | Полуфиналы 26 апреля 2017 | Полуфиналы 26 апреля 2017 |  |  | Финал 17 мая 2017 | Финал 17 мая 2017 |
|  |                                 |                                 |  |  |                               |                            |                               |                   |                                             |                                             |  |  |                           |                           |  |  |                   |                   |
|  | ФК «Полтава»                    | 1                               |  |  |                               |                            |                               |                   |                                             |                                             |  |  |                           |                           |  |  |                   |                   |
|  | «Звезда» (Кропивницкий)         | 0                               |  |  | ФК «Полтава»                  | 2                          |                               |                   |                                             |                                             |  |  |                           |                           |  |  |                   |                   |
|  | Жемчужина (Одесса)              | 0                               |  |  | «Карпаты» (Львов)             | 1                          |                               |                   |                                             |                                             |  |  |                           |                           |  |  |                   |                   |
|  | «Карпаты» (Львов)               | 0                               |  |  |                               |                            |                               | ФК «Полтава»      | -                                           |                                             |  |  |                           |                           |  |  |                   |                   |
|  |                                 |                                 |  |  | «Шахтер» (Донецк)             | +                          |                               |                   |                                             |                                             |  |  |                           |                           |  |  |                   |                   |
|  |                                 |                                 |  |  | «Шахтер» (Донецк)             | 2                          |                               |                   |                                             |                                             |  |  |                           |                           |  |  |                   |                   |
|  |                                 |                                 |  |  | ФК «Александрия»              | 1                          |                               |                   |                                             |                                             |  |  |                           |                           |  |  |                   |                   |
|  |                                 |                                 |  |  |                               |                            |                               | «Шахтер» (Донецк) | 1                                           |                                             |  |  |                           |                           |  |  |                   |                   |
|  | «Десна» (Чернигов)              | 1                               |  |  | «Днепр» (Днепр)               | 0                          |                               |                   |                                             |                                             |  |  |                           |                           |  |  |                   |                   |
|  | «Арсенал-Киев»                  | 0                               |  |  | «Десна» (Чернигов)            | 0                          |                               |                   |                                             |                                             |  |  |                           |                           |  |  |                   |                   |
|  |                                 |                                 |  |  | «Днепр» (Днепр)               | 0                          |                               |                   |                                             |                                             |  |  |                           |                           |  |  |                   |                   |
|  |                                 |                                 |  |  |                               |                            | «Днепр» (Днепр)               | 1                 |                                             |                                             |  |  |                           |                           |  |  |                   |                   |
|  |                                 |                                 |  |  | «Ворскла» (Полтава)           | 0                          |                               |                   |                                             |                                             |  |  |                           |                           |  |  |                   |                   |
|  |                                 |                                 |  |  | «Верес» (Ровно)               | 0                          |                               |                   |                                             |                                             |  |  |                           |                           |  |  |                   |                   |
|  | Мир (Горностаевка)              | 1                               |  |  | «Ворскла» (Полтава)           | 1                          |                               |                   |                                             |                                             |  |  |                           |                           |  |  |                   |                   |
|  | «Верес» (Ровно)                 | 2                               |  |  |                               |                            |                               | «Шахтер» (Донецк) | 1                                           |                                             |  |  |                           |                           |  |  |                   |                   |
|  | «Нива-В» (Винница)              | 0                               |  |  | «Динамо» (Киев)               | 0                          |                               |                   |                                             |                                             |  |  |                           |                           |  |  |                   |                   |
|  | МФК «Николаев»                  | 2                               |  |  | МФК «Николаев»                | 0                          |                               |                   |                                             |                                             |  |  |                           |                           |  |  |                   |                   |
|  | «Реал Фарма» (Одесса)           | 0                               |  |  | «Оболонь-Бровар» (Киев)       | 0                          |                               |                   |                                             |                                             |  |  |                           |                           |  |  |                   |                   |
|  | «Оболонь-Бровар» (Киев)         | 2                               |  |  |                               |                            | МФК «Николаев»                | 0                 |                                             |                                             |  |  |                           |                           |  |  |                   |                   |
|  | «Ильичёвец» (Мариуполь)         | 2                               |  |  | «Ильичёвец» (Мариуполь)       | 0                          |                               |                   |                                             |                                             |  |  |                           |                           |  |  |                   |                   |
|  | ФК «Тернополь»                  | 0                               |  |  | «Ильичёвец» (Мариуполь)       | 1                          |                               |                   |                                             |                                             |  |  |                           |                           |  |  |                   |                   |
|  | «Черкасский Днепр» (Черкассы)   | 1                               |  |  | «Сталь» (Каменское)           | 1                          |                               |                   |                                             |                                             |  |  |                           |                           |  |  |                   |                   |
|  | «Сталь» (Каменское)             | 3                               |  |  |                               |                            | МФК «Николаев»                | 0                 |                                             |                                             |  |  |                           |                           |  |  |                   |                   |
|  | «Нефтяник-Укрнефть» (Ахтырка)   | 2                               |  |  | «Динамо» (Киев)               | 4                          |                               |                   |                                             |                                             |  |  |                           |                           |  |  |                   |                   |
|  | «Черноморец» (Одесса)           | 0                               |  |  | «Нефтяник-Укрнефть» (Ахтырка) | 2                          |                               |                   |                                             |                                             |  |  |                           |                           |  |  |                   |                   |
|  | «Волынь» (Луцк)                 | 2                               |  |  | «Волынь» (Луцк)               | 1                          |                               |                   |                                             |                                             |  |  |                           |                           |  |  |                   |                   |
|  | «Олимпик» (Донецк)              | 1                               |  |  |                               |                            | «Нефтяник-Укрнефть» (Ахтырка) | 0                 |                                             |                                             |  |  |                           |                           |  |  |                   |                   |
|  |                                 |                                 |  |  | «Динамо» (Киев)               | 1                          |                               |                   |                                             |                                             |  |  |                           |                           |  |  |                   |                   |
|  |                                 |                                 |  |  | «Динамо» (Киев)               | 5                          |                               |                   |                                             |                                             |  |  |                           |                           |  |  |                   |                   |
|  |                                 |                                 |  |  | «Заря» (Луганск)              | 2                          |                               |                   |                                             |                                             |  |  |                           |                           |  |  |                   |                   |
|  |                                 |                                 |  |  |                               |                            |                               |                   |                                             |                                             |  |  |                           |                           |  |  |                   |                   |

## 1/16 финала
В этой стадии розыгрыше Кубка принимало участие 6 команд-участников Премьер-лиги, 10 команд-участников Первой лиги, 4 команд-участников Второй лиги.
Жеребьевка состоялась 17 августа 2016 года.
| №  | Команда 1                     | Команда 2               | Счет         |
| -- | ----------------------------- | ----------------------- | ------------ |
| 1  | ФК «Полтава»                  | «Звезда» (Кропивницкий) | 1:0          |
| 2  | «Мир» (Горностаевка)          | «Верес» (Ровно)         | 1:2          |
| 3  | «Нива-В» (Винница)            | МФК «Николаев»          | 0:2          |
| 4  | «Десна» (Чернигов)            | «Арсенал-Киев»          | 1:0          |
| 5  | «Жемчужина» (Одесса)          | «Карпаты» (Львов)       | 0:0 (п. 4:5) |
| 6  | «Нефтяник-Укрнефть» (Ахтырка) | «Черноморец» (Одесса)   | 2:0          |
| 7  | «Черкасский Днепр» (Черкассы) | «Сталь» (Каменское)     | 1:3          |
| 8  | «Ильичёвец» (Мариуполь)       | ФК «Тернополь»          | 2:0          |
| 9  | «Реал Фарма» (Одесса)         | «Оболонь-Бровар» (Киев) | 0:2          |
| 10 | «Волынь» (Луцк)               | «Олимпик» (Донецк)      | 2:1          |

### Результаты
Матчи состоялись 21 и 22 сентября.
| ФК «Полтава» | 1:0      | «Звезда» (Кропивницкий) |
| ------------ | -------- | ----------------------- |
| Ковтун 20′   | протокол |                         |

| «Жемчужина» (Одесса)                               | 0:0 (доп. вр.) | «Карпаты» (Львов)                                 |
| -------------------------------------------------- | -------------- | ------------------------------------------------- |
|                                                    | протокол       |                                                   |
| Пенальти                                           |                |                                                   |
| Поспелов · Малыш · Паламарь · Потароченко · Ушаков | 4:5            | Ксёнз · Бланко · Костевич · Ярошенко · Новотрясов |

| «Мир» (Горностаевка) | 1:2      | «Верес» (Ровно)          |
| -------------------- | -------- | ------------------------ |
| Комягин 21′          | протокол | 12′ Зозуля · 81′ Козьбан |

| «Нива-В» (Винница) | 0:2      | МФК «Николаев»             |
| ------------------ | -------- | -------------------------- |
|                    | протокол | 73′ Берко · 90+3′ Саркисян |

| «Десна» (Чернигов) | 1:0      | «Арсенал-Киев» |
| ------------------ | -------- | -------------- |
| Фаворов 83′        | протокол |                |

| «Нефтяник-Укрнефть» (Ахтырка) | 2:0      | «Черноморец» (Одесса) |
| ----------------------------- | -------- | --------------------- |
| Черний 29′ · Лозовой 86′      | протокол |                       |

| «Ильичёвец» (Мариуполь) | 2:0      | ФК «Тернополь» |
| ----------------------- | -------- | -------------- |
| Нехтий 31′ · Буй 33′    | протокол |                |

| «Черкасский Днепр» (Черкассы) | 1:3      | «Сталь» (Каменское)                      |
| ----------------------------- | -------- | ---------------------------------------- |
| Тарасенко 16′                 | протокол | 75′ Каленчук · 80′ Карасюк · 90′ Воронин |

| «Волынь» (Луцк)        | 2:1      | «Олимпик» (Донецк) |
| ---------------------- | -------- | ------------------ |
| Логинов 66′ · Деда 79′ | протокол | 67′ Гринь          |

| «Реал Фарма» (Одесса) | 0:2      | «Оболонь-Бровар» (Киев) |
| --------------------- | -------- | ----------------------- |
|                       | протокол | 57′, 89′ Корольчук      |

## 1/8 финала

### Участники
В этой стадии розыгрыша Кубка принимало участие 9 команд-участников Премьер-лиги и 7 команд-участников Первой лиги.
Жеребьевка состоялась 23 сентября.
| № | Команда 1                     | Команда 2               | Счет         |
| - | ----------------------------- | ----------------------- | ------------ |
| 1 | «Шахтер» (Донецк)             | ФК «Александрия»        | 2:1          |
| 2 | «Ильичёвец» (Мариуполь)       | «Сталь» (Каменское)     | 1:1 (п. 5:4) |
| 3 | «Динамо» (Киев)               | «Заря» (Луганск)        | 5:2 (д.в.)   |
| 4 | МФК «Николаев»                | «Оболонь-Бровар» (Киев) | 0:0 (п. 5:4) |
| 5 | «Десна» (Чернигов)            | «Днепр» (Днепр)         | 0:0 (п. 6:7) |
| 6 | «Верес» (Ровно)               | «Ворскла» (Полтава)     | 0:1          |
| 7 | ФК «Полтава»                  | «Карпаты» (Львов)       | 2:1          |
| 8 | «Нефтяник-Укрнефть» (Ахтырка) | «Волынь» (Луцк)         | 2:1          |

### Результаты
Матчи состоялись 26 октября.
| ФК «Полтава»                | 2:1      | «Карпаты» (Львов) |
| --------------------------- | -------- | ----------------- |
| Ковтун 4′ · Трояновский 43′ | протокол | 54′ Окечукву      |

| «Верес» (Ровно) | 0:1      | «Ворскла» (Полтава) |
| --------------- | -------- | ------------------- |
|                 | протокол | 34′ Коломоец        |

| «Десна» (Чернигов)                                                                        | 0:0 (доп. вр.) | «Днепр» (Днепр)                                                                |
| ----------------------------------------------------------------------------------------- | -------------- | ------------------------------------------------------------------------------ |
|                                                                                           | протокол       |                                                                                |
| Пенальти                                                                                  |                |                                                                                |
| Чепурненко · Максименко · Филиппов · Картушов · Фаворов · Мостовой · Мельник · Черноморец | 6:7            | Пико · Вакулко · Ротань · Близниченко · Влад · Кравченко · Кожушко · Лопырёнок |

| «Ильичёвец» (Мариуполь)                           | 1:1 (доп. вр.) | «Сталь» (Каменское)                  |
| ------------------------------------------------- | -------------- | ------------------------------------ |
| Кожанов 51′                                       | протокол       | 7′ Дансо                             |
| Пенальти                                          |                |                                      |
| Вакуленко · Кисиль · Мишнёв · Лебеденко · Кольцов | 4:2            | Воронин · Ищенко · Карикари · Пашаев |

| «Нефтяник-Укрнефть» (Ахтырка) | 2:1      | «Волынь» (Луцк)    |
| ----------------------------- | -------- | ------------------ |
| Е. Пасич 17′ · Г. Пасич 67′   | протокол | 86′ (пен.) Мемешев |

| МФК «Николаев»                                           | 0:0 (доп. вр.) | «Оболонь-Бровар» (Киев)                                              |
| -------------------------------------------------------- | -------------- | -------------------------------------------------------------------- |
|                                                          | протокол       |                                                                      |
| Пенальти                                                 |                |                                                                      |
| Саркисян · Берко · Ковалёв · Сартина · Батюшин · Булычев | 5:4            | И. Коваленко · Аблитаров · Проневич · Корольчук · Бровченко · Шевчук |

| «Динамо» (Киев)                                             | 5:2 (доп. вр.) | «Заря» (Луганск)                 |
| ----------------------------------------------------------- | -------------- | -------------------------------- |
| Гонсалес 14′, 97′ · Цыганков 65′ · Мораес 100′ (пен.), 119′ | протокол       | 22′ (пен.) Форстер · 89′ Сиваков |

| «Шахтёр» (Донецк)             | 2:1      | ФК «Александрия» |
| ----------------------------- | -------- | ---------------- |
| Степаненко 13′ · Марлос 90+2′ | протокол | 90+4′ Яремчук    |

## 1/4 финала
Жеребьевка 1/4 финала состоялась 27 октября. Первые два матча состоялись 26 и 30 ноября 2016 года. Матчи «Полтава» — «Шахтёр» и «Нефтяник-Укрнефть» — «Динамо» были перенесены на весну, в связи с неудовлетворительным состоянием полей в Полтаве и Ахтырке соответственно. Эти игры должны были состоятся 5 апреля 2017 года, однако матч «Полтава» — «Шахтёр» был снова отменён, по аналогичной причине. В итоге «Полтаве» было засчитано техническое поражение
| № | Команда 1                     | Команда 2               | Счет         |
| - | ----------------------------- | ----------------------- | ------------ |
| 1 | МФК «Николаев»                | «Ильичёвец» (Мариуполь) | 0:0 (п. 4:2) |
| 2 | «Днепр» (Днепр)               | «Ворскла» (Полтава)     | 1:0          |
| 3 | ФК «Полтава»                  | «Шахтер» (Донецк)       | -:+          |
| 4 | «Нефтяник-Укрнефть» (Ахтырка) | «Динамо» (Киев)         | 0:1          |

### Результаты
| МФК «Николаев»                        | 0:0 (доп. вр.) | «Ильичёвец» (Мариуполь)            |
| ------------------------------------- | -------------- | ---------------------------------- |
|                                       | протокол       |                                    |
| Пенальти                              |                |                                    |
| Саркисян · Шаврин · Сартина · Батюшин | 4:2            | Сидоренко · Фомин · Мишнев · Козак |

| «Днепр» (Днепр) | 1:0      | «Ворскла» (Полтава) |
| --------------- | -------- | ------------------- |
| Баланюк 73′     | протокол |                     |

| ФК «Полтава» | -:+ | «Шахтёр» (Донецк) |
| ------------ | --- | ----------------- |
|              |     |                   |

| «Нефтяник-Укрнефть» (Ахтырка) | 0:1      | «Динамо» (Киев) |
| ----------------------------- | -------- | --------------- |
|                               | протокол | 44′ Гармаш      |

## 1/2 финала
Жеребьевка прошла 6 апреля. Матчи состоялись 26 апреля
| № | Команда 1         | Команда 2       | Счет |
| - | ----------------- | --------------- | ---- |
| 1 | «Шахтер» (Донецк) | «Днепр» (Днепр) | 1:0  |
| 2 | МФК «Николаев»    | «Динамо» (Киев) | 0:4  |

### Результаты
| «Шахтер» (Донецк) | 1:0      | «Днепр» (Днепр) |
| ----------------- | -------- | --------------- |
| Тайсон 68′        | протокол |                 |

| МФК «Николаев» | 0:4      | «Динамо» (Киев)                                |
| -------------- | -------- | ---------------------------------------------- |
|                | протокол | 62′ Кадар · 45+1′, 82′ (пен.), 90+1′ Ярмоленко |

## Финал
| «Шахтер» (Донецк) | 1:0      | «Динамо» (Киев) |
| ----------------- | -------- | --------------- |
| Марлос 81′        | Протокол |                 |

## Лучшие бомбардиры
| Место | Игрок              | Клуб              | Матчи | Голы (пен.) |
| ----- | ------------------ | ----------------- | ----- | ----------- |
| 1     | Андрей Ярмоленко   | Динамо            | 3     | 3 (1)       |
| 2     | Жуниор Мораес      | Динамо            | 1     | 2 (1)       |
| 3     | Дерлис Гонсалес    | Динамо            | 2     | 2           |
| 3     | Алексей Ковтун     | Полтава           | 2     | 2           |
| 3     | Олег Шептицкий     | Рух               | 2     | 2           |
| 6     | Александр Вечтомов | Нефтяник-Укрнефть | 2     | 2 (1)       |
| 7     | Артём Корольчук    | Оболонь-Бровар    | 3     | 2           |
| 7     | Марлос             | Шахтёр            | 3     | 2           |
| 7     | Владимир Полищук   | Нива-В            | 3     | 2           |
| 10    | Виктор Берко       | Николаев          | 4     | 2           |